# Conchalí
Conchalí é uma das 32 comunas que compõem a cidade de Santiago, capital do Chile.
A comuna limita-se: a nordeste com Huechuraba; a leste com Recoleta; a sul com Independencia; a sudoeste com Renca; a noroeste com Quilicura